# Mastacembelus cunningtoni
Espèce
Statut de conservation UICN

 LC  : Préoccupation mineure
Synonymes
- Caecomastacembelus cunningtoni
- Aethiomastacembelus cunningtoni[1]

Mastacembelus cunningtoni est une anguille épineuse de la famille des Mastacembelidae.

## Localité
Cette "masta" est endémique de l'Afrique dans le lac Tanganyika. Elle se rencontre en République démocratique du Congo, en Tanzanie, au Burundi et en Zambie.

## Taille
Cette espèce mesure une taille maximale de 58,00 centimètres.